# Shaivisme
Shaivisme is een stroming in het hindoeïsme waarin Shiva wordt vereerd als de hoogste vorm van God.
Het shaivisme kan als monotheïstisch beschouwd worden, maar shaivisten geloven dat die éne God, gelijktijdig de gehele schepping doordringt (immanentie) en erboven uitstijgt (transcendentie). Dit concept staat in contrast met veel van de abrahamitische religieuze tradities, waar God transcendent is en een goede persoonlijke schepper-god. Shiva echter kan gezien worden zowel als persoonlijk en als onpersoonlijk, als mannelijk en als androgyn. Binnen de tijd zittend als mediterende god in de Himalaya en buiten de tijd altijd onpersoonlijk aanwezig in alle Yuga's: zelfs in het ongedifferentieerde niets symbolisch als water en vuur van het (maha)pralaya. Net zoals bij de andere hindoe stromingen erkent het shaivisme nog andere, lagere goden die aan de Hoogste God ondergeschikt zijn. Die andere goden worden gezien als manifestaties van het Hoogste Wezen (Kosmisch Bewustzijn) of als machtige wezens die net als de rest van de schepping door Hem worden doordrongen. Dit type monotheïsme wordt panentheïsme of monistisch theïsme genoemd. Een shaivist kan zich ook niet-theïstisch beschouwen en monist zijn volgens de filosofie van het advaita Vedanta. 
Shaivisme is een zeer diepe, devotievolle en mystieke denominatie in het hindoeïsme. Ze wordt als de oudste van de hindoe denominaties beschouwd met een lange opeenvolging van wijzen en heiligen die praktijken en wegen gaven naar zelfverwerkelijking met als uiteindelijke doel moksha of zelfverwerkelijking (bevrijding). Als brede religie omvat het shaivisme filosofische systemen, devotionele rituelen, legendes, mystiek en allerlei yogapraktijken. Ze kent zowel monistische als dualistische tradities.
Shaivisten geloven dat God de vorm transcendeert. Toegewijden kunnen Hem vereren in de vorm van een lingam, die symbool staat voor de schepping of het universum. De God Shiva wordt in het shaivisme ook vereerd als de menselijke manifestatie Shiva Nataraja, die meestal wordt afgebeeld als een mediterende of als een tandava dansende yogi. De kosmogonie volgens Shivaisten is anders dan de kosmogonie volgens vele Vishnuïsten. Hiranyagarbha (gouden baarmoeder) past bij de Vishnuïsten. Maar een alternatieve kosmogonie voor Shivaïsten kan men lezen bij Kali.

## Scholen
- Shaiva Siddhanta (vnl. Zuid India (Kerala en Tamill Nadu) sinds circa 250 v.Chr., beweging van Nandinatha uit Kasjmir, Noord-India; dualisme)
- Kasjmir Shaivisme (ook Shaiva Advaita, Trika Shaivisme, Rahasya of Trayambaka Sampradaya, sinds circa 800, in de 14e eeuw bijna verdwenen; non-dualistisch theïsme)
- Pashupati Shaivisme (ascetische monniken met afwijkende levensstijl)
  - Gorakshanatha Shaivisme (vanaf de tiende eeuw door Gorakshnatha)
- Shaiva Advaitisme (door Shrikantha; Vishista-Advaita-vada of beperkt non-dualisme)
- Vira Shaivisme (ook Lingayats, sinds circa 1160 vanuit Karnataka, Zuid-India, hervormingsbeweging van Shri Basava)

Shaivisme is over heel India te vinden, maar is vooral sterk vertegenwoordigd in Zuid-India (vooral in Tamil Nadu en op het eiland Sri Lanka). Sommige tradities zien de mythologische wijsgeer Agastya als de verspreider van het shaivisme in Zuid-India en als de brenger van zowel de Vedische traditie als het Tamil.
Er zijn ontelbaar veel shaiva-tempels en altaren waaronder vele die een murti (beeld) van Ganesh bevatten, de Heer van de ganas of de volgelingen van Shiva. Ganesh is de zoon van Shiva en Shakti. De twaalf Jyotirling of "gouden lingam" altaren zijn de meest vereerde in het shaivisme.
Benares wordt beschouwd als de heiligste stad van alle hindoes en shaivieten. Een van de beroemdste hymnes aan Shiva uit de Veda's is de Shri Rudram. De belangrijkste shaivitische mantra uit de Veda's is Aum Namah Shivaya. De grote theologische scholen zijn onder andere het Kasjmir shaivisme, de Shaiva siddhanta en het Vira shaivisme.
De grootste auteur van het shaivisme is waarschijnlijk Abhinavagupta uit Srinagar in Kasjmir, die rond het jaar 1000 in het Sanskriet schreef.
De Nayanars (of Nayanmars), heiligen uit Zuid-India, waren vooral in de middeleeuwen verantwoordelijk voor de ontwikkeling van het shaivisme.
Dat er verschillende scholen bestaan in het hindoeïsme moet niet gezien worden als het bestaan van schisma's. Integendeel, er bestaat geen enkele vijandigheid tussen de scholen, maar er is juist sprake van gezonde kruisbestuivingen van ideeën en logische debatten, die bijdragen aan de verfijning van de leringen van iedere school. Het is niet ongebruikelijk of verboden dat iemand de ene school volgt, maar over een bepaald onderwerp toch de opvattingen van een andere school steunt.